# Pedro Afonso (Tocantins)
Pedro Afonso é um município brasileiro do estado do Tocantins.
As principais rodovias de acesso à cidade são a TO-336/BR-235 e a TO-010. Através da TO-336/BR-235, a cidade tem hoje um fácil e prático acesso à BR-153, que é a principal rodovia do estado. Além dessas rodovias, a BR-010, a TO-130 e a TO-245 também passam pela zona rural do município.
Localizada no coração do Brasil, entre os rios Tocantins e Sono e a 206 km da capital tocantinense Palmas, a cidade de Pedro Afonso foi fundada em 1847. Seu nome originou-se de uma homenagem do frei Rafael Taggia, missionário da ordem de São Francisco e fundador da cidade, ao príncipe D. Pedro Afonso de Orleans e Bragança.
O lugar onde está localizada a sede municipal de Pedro Afonso tinha outrora a denominação de “Travessa dos Gentios” em virtude das correrias que se faziam, e era habitado por indígenas, sendo a principal nação a dos Xavantes.
Assim tão logo desembarcou, mandou construir diversas barracas para si e seus soldados e, separadamente, uma capela. Em seguida chamou toda a tribo e aldeou-a no lugar chamado São João a 24 quilômetros do arraial improvisado. Em São João fundou, o padre Taggia, um colégio destinado à educação dos filhos dos selvagens.
Em agosto de 1875 a Lei Provincial nº 546 criou um distrito de paz. Com o aumento considerável da população, a que vieram juntar-se mais 500 índios, vindos de Riachão, Estado do Maranhão, o arraial desenvolveu-se rapidamente, passando em 1903 à categoria de vila de São Pedro Afonso.
Em 1910, a febre da borracha do Araguaia, foi um dos maiores fatores do progresso da pacata Pedro Afonso. A Bahia nessa ocasião fazia seu intercâmbio comercial com o baixo Araguaia, servindo-se do rio Sono para escoar suas mercadorias. Estas aqui desembarcadas eram muitas vezes vendidas aos comerciantes pedroafonsinos com uma redução de 30 a 40% sob as importadas de Belém e São Luís, tornando a vila de Pedro Afonso um dos maiores maior empórios comerciais do alto sertão.
Em 1911 movidos pela política e a ganância comercial bandoleiros ateiam fogo no seio da pacata população e três anos depois, Pedro Afonso era um montão de ruínas. No ano de 1924 as novas cenas de banditismo ensanguentam o solo pedroafonsino.
Em 1937, por ato do Pedro Ludovico Teixeira, então governador do Estado de Goiás, Pedro Afonso era elevado à categoria de cidade e consequentemente a sede de Comarca, por Decreto n.º 118, de 15 de julho do referido ano.
Ao longo de seus 172 anos, Pedro Afonso construiu uma história que une desenvolvimento com qualidade de vida, mostrando sua importância em diversos contextos políticos, culturais e econômicos em todo o estado do Tocantins e na região norte do país.  
Uma das principais cidades estado do Tocantins, antigo norte goiano, a cidade guarda em sua memória marcas importantes de sua centenária história. Entre elas o protagonismo na luta pela criação do estado do Tocantins, que tem em sua história recente, nascimento no ano de 1940, por meio do Comitê pela Criação do Território Federal do Tocantins, instituído por Ibanez Tavares dos Reis, na rua Barão do Rio Branco, centro de Pedro Afonso.

## Geografia
Localiza-se à latitude 08º58'03" sul e à longitude 48º10'29" oeste, estando à altitude de 201 metros. A população estimada em 2008 era de 10.605 habitantes. Possui uma área de 2.050,39 km². O município foi criado em 1903, tendo as suas terras desmembradas do município de Porto Nacional. A cidade forma uma conurbação com os municípios vizinhos de Bom Jesus do Tocantins e Tupirama, sendo a única conurbação entre três municípios diferentes no estado.
O município de Pedro Afonso é uma espécie de bifurcação, fica no encontro de dois grande rios do estado do Tocantins: o rio Tocantins do lado esquerdo do município e o rio Sono, que fica do lado direito do município. A cidade tem uma grande presença de turistas no período das férias do mês de julho, auge da estação seca, é quando as águas dos rios que fazem limites com a cidade têm seu nível abaixado e trazem à tona praias de areias brancas.
Desde março de 1977, quando entrou em operação uma estação do Instituto Nacional de Meteorologia (INMET) na cidade, a menor temperatura registrada em Pedro Afonso foi de 14,5 °C em 20 de julho de 1984 e a maior atingiu 40,9 °C em 17 de outubro de 2015. O recorde de precipitação em 24 horas é de 145,6 mm em 23 de janeiro de 2016. Janeiro de 1985 é o mês mais chuvoso da série histórica, com 640,1 mm, seguido por janeiro de 2016 (585,8 mm), dezembro de 1989 (536,8 mm) e janeiro de 2004 (505,4 mm).
| Dados climatológicos para Pedro Afonso                                                         | Dados climatológicos para Pedro Afonso | Dados climatológicos para Pedro Afonso | Dados climatológicos para Pedro Afonso | Dados climatológicos para Pedro Afonso | Dados climatológicos para Pedro Afonso | Dados climatológicos para Pedro Afonso | Dados climatológicos para Pedro Afonso | Dados climatológicos para Pedro Afonso | Dados climatológicos para Pedro Afonso | Dados climatológicos para Pedro Afonso | Dados climatológicos para Pedro Afonso | Dados climatológicos para Pedro Afonso | Dados climatológicos para Pedro Afonso |
| Mês                                                                                            | Jan                                    | Fev                                    | Mar                                    | Abr                                    | Mai                                    | Jun                                    | Jul                                    | Ago                                    | Set                                    | Out                                    | Nov                                    | Dez                                    | Ano                                    |
| ---------------------------------------------------------------------------------------------- | -------------------------------------- | -------------------------------------- | -------------------------------------- | -------------------------------------- | -------------------------------------- | -------------------------------------- | -------------------------------------- | -------------------------------------- | -------------------------------------- | -------------------------------------- | -------------------------------------- | -------------------------------------- | -------------------------------------- |
| Temperatura máxima recorde (°C)                                                                | 36,9                                   | 38,1                                   | 38                                     | 37,1                                   | 36,8                                   | 37,2                                   | 38,2                                   | 40,3                                   | 40,8                                   | 40,9                                   | 38,7                                   | 37,9                                   | 40,9                                   |
| Temperatura máxima média (°C)                                                                  | 31,7                                   | 31,7                                   | 31,8                                   | 32,5                                   | 33,1                                   | 34                                     | 35                                     | 36,4                                   | 36,5                                   | 34,4                                   | 32,8                                   | 32,3                                   | 33,5                                   |
| Temperatura média compensada (°C)                                                              | 26                                     | 26                                     | 26,2                                   | 26,7                                   | 26,8                                   | 26                                     | 25,7                                   | 27                                     | 28,3                                   | 27,6                                   | 26,8                                   | 26,4                                   | 26,6                                   |
| Temperatura mínima média (°C)                                                                  | 22,5                                   | 22,6                                   | 22,7                                   | 23                                     | 22,4                                   | 20,2                                   | 19                                     | 19,7                                   | 21,9                                   | 22,9                                   | 22,8                                   | 22,7                                   | 21,9                                   |
| Temperatura mínima recorde (°C)                                                                | 18,5                                   | 19,4                                   | 18,5                                   | 19,2                                   | 17,2                                   | 15,1                                   | 14,5                                   | 15,2                                   | 15,2                                   | 18,6                                   | 19                                     | 18,8                                   | 14,5                                   |
| Precipitação (mm)                                                                              | 282,3                                  | 229,2                                  | 277,1                                  | 186,5                                  | 67,5                                   | 4,9                                    | 3,3                                    | 2,3                                    | 42,5                                   | 124,4                                  | 215,6                                  | 229                                    | 1 664,6                                |
| Dias com precipitação (≥ 1 mm)                                                                 | 17                                     | 16                                     | 17                                     | 12                                     | 5                                      | 1                                      | 0                                      | 0                                      | 3                                      | 8                                      | 13                                     | 15                                     | 107                                    |
| Umidade relativa compensada (%)                                                                | 84,3                                   | 84,2                                   | 85,2                                   | 83,4                                   | 79                                     | 71,9                                   | 65                                     | 58,1                                   | 60,2                                   | 72                                     | 79,8                                   | 82,1                                   | 75,4                                   |
| Insolação (h)                                                                                  | 153,8                                  | 146,4                                  | 162,9                                  | 185,3                                  | 230,7                                  | 265,3                                  | 287,6                                  | 289,8                                  | 228,3                                  | 189,3                                  | 159,7                                  | 153                                    | 2 452,1                                |
| Fonte: INMET (normal climatológica de 1991-2020; recordes de temperatura: 04/03/1977-presente) |                                        |                                        |                                        |                                        |                                        |                                        |                                        |                                        |                                        |                                        |                                        |                                        |                                        |